# Desmidium grevillii
Desmidium grevillii là một loài Song tinh tảo trong họ Desmidiaceae, thuộc chi Desmidium.